# Desicasta sculptilis
Desicasta sculptilis är en skalbaggsart som beskrevs av Thomson 1878. Desicasta sculptilis ingår i släktet Desicasta och familjen Cetoniidae. Inga underarter finns listade i Catalogue of Life.